# Donji Račnik
Donji Račnik (en serbe cyrillique : Доњи Рачник) est un village de Serbie situé sur le territoire de la ville de Jagodina, district de Pomoravlje. Au recensement de 2011, il comptait 540 habitants.

## Démographie
| 1948  | 1953  | 1961  | 1971 | 1981 | 1991 | 2002 | 2011 |
| ----- | ----- | ----- | ---- | ---- | ---- | ---- | ---- |
| 1 076 | 1 083 | 1 099 | 982  | 900  | 848  | 649  | 540  |

|  |